# Darío Delgado
Darío Alejandro Delgado Mora (San José, 14 de diciembre de 1985) es un futbolista costarricense. Juega como defensa y su equipo actual es Futbol Consultants de la Segunda División de Costa Rica.

## Selección nacional
Con la Selección de Costa Rica ha disputado 11 partidos. Debutó en la Copa Oro de 2009, en esa ocasión la Selección de Costa Rica derrotó 5 x 1 a la de Guadalupe.

## Clubes
| Club                                | País           | Año       |
| ----------------------------------- | -------------- | --------- |
| Puntarenas Fútbol Club              | Costa Rica     | 2007-2010 |
| Chivas USA                          | Estados Unidos | 2010-2011 |
| Guangdong Sunray Cave Football Club | China          | 2011-2012 |
| Puntarenas Fútbol Club              | Costa Rica     | 2012      |
| Asociación Deportiva Carmelita      | Costa Rica     | 2012-2014 |
| Club Sport Cartaginés               | Costa Rica     | 2014-2015 |
| UCR Fútbol Club                     | Costa Rica     | 2016-2018 |
| Guadalupe Fútbol Club               | Costa Rica     | 2018-2023 |
| Fútbol Consultants Desamparados     | Costa Rica     | 2023-     |